# 154e division d'infanterie (France)
La 154e division d'infanterie est une division d'infanterie de l'armée de terre française qui a participé à la Première Guerre mondiale.

## Les chefs de la154edivision d'infanterie
- 29 mars 1915 - 4 septembre 1916 : Général Rabier
- 4 septembre 1916 - 28 mars 1919 : Général Breton

## Première Guerre mondiale

### Composition
- infanterie :

405e régiment d'Infanterie en avril 1915
407e régiment d'Infanterie en avril 1915
413e régiment d'Infanterie d'avril 1915 à novembre 1918
414e régiment d'Infanterie d'avril 1915 à novembre 1918
416e régiment d'Infanterie avril 1915 et de novembre 1916 à novembre 1918
41e régiment d'infanterie coloniale d'avril 1915 à novembre 1916
43e régiment d'infanterie coloniale d'avril 1915 à novembre 1916
121e bataillon de chasseurs à pied en avril 1915
- cavalerie :

1 escadron du 13e régiment de chasseurs à cheval d'avril 1915 à janvier 1917
1 escadron du 4e régiment de chasseurs à cheval d'avril 1915 à janvier 1917
1 escadron du 9e régiment de hussards de janvier 1917 à novembre 1918
- artillerie :

2 groupes de 75 du 6e régiment d'artillerie d'avril 1915 à juillet 1917
1 groupe de 75 du 51e régiment d'artillerie de juillet 1916 à juillet 1917
3 groupes de 75 du 266e régiment d'artillerie de juillet 1917 à novembre 1918
105e batterie de 58 du 6e régiment d'artillerie de janvier 1916 à janvier 1918
101e batterie de 58 du 266e régiment d'artillerie de janvier à novembre 1918
7e groupe de 155c du 114e régiment d'artillerie novembre 1918
- génie :

compagnies 5/7, 5/25 du 1er régiment du génie
1 bataillon du 97e régiment d'infanterie territoriale d'août à novembre 1918

### Historique

#### 1915
- 17 mars – 18 avril : constitution et concentration vers Cuperly. À partir du 13 avril, transport par V.F., du camp de Châlons, dans la région de Villers-Bretonneux.
- 18 avril – 21 septembre : mouvement vers le front et occupation d’un secteur vers Herleville et Dompierre, étendu à gauche, le 1er août, jusque vers Frise (guerre de mines)[1]. En liaison, à partir du 8 août, avec l’armée britannique.
- 21 – 24 septembre : retrait du front (relevée par l’armée britannique) et transport par V.F., de la région Moreuil, Villers-Bretonneux, dans celle de Frohen-le-Grand.
- 24 – 27 septembre : mouvement vers Wanquetin. Tenue prête à intervenir, les 25 et 26 septembre, dans la région Warlus, Dainville, Wailly, Agny (3e Bataille d'Artois).
- 27 septembre – 30 novembre : transport par camions vers Servin, Hersin-Coupigny et Houdain. Éléments engagés, à partir du 29 septembre, avec la 13e D.I., dans la 3e Bataille d'Artois. Coopération à la conquête de la corne sud du bois de Givenchy. À partir du 13 octobre, occupation d’un secteur vers Souchez et la lisière ouest du bois de Givenchy.
- 30 novembre 1915 – 9 janvier 1916 : retrait du front vers Monchy-Cayeux. À partir du 3 décembre, transport par V.F., de la région de Saint-Pol, dans celle de Lure ; repos et instruction. À partir du 29 décembre, repos et instruction vers Valdoie.

#### 1916
- 9 – 29 janvier : mouvement par étapes vers le camp d’Arches, par Mélisey, Fougerolles et Plombières-les-Bains ; instruction.
- 29 janvier – 1er avril : mouvement par étapes vers la région de Montbéliard, par Plombières-les-Bains, Fougerolles et Mélisey ; travaux. À partir du 16 février, occupation d’un secteur entre la frontière suisse et Carspach.
- 1er – 9 avril : retrait du front. À partir du 4 avril, transport par V.F. dans la région de Bar-le-Duc ; repos.
- 9 avril – 22 juillet : transport à Verdun. Engagée, à partir du 18 avril, dans la Bataille de Verdun, vers Châtillon-sous-les-Côtes et Villers-sous-Bonchamp.
- 22 – 27 juillet : retrait du front. Mouvement vers la région de Chaumont-sur-Aire ; repos.
- 27 juillet – 13 août : transport à Verdun. Engagée à nouveau dans la Bataille de Verdun, vers Damloup et la route de Verdun à Vaux-devant-Damloup :

31 juillet - 6 août : attaques allemandes vers le fort de Tavannes.
8 août : attaque française.
- 13 août – 3 octobre : retrait du front et transport par camions en Champagne. À partir du 18 août, occupation d’un secteur entre l’Aisne et la Main de Massiges, étendu à droite, le 20 septembre, jusqu'à la route de Binarville.
- 3 octobre – 29 novembre : retrait du front et transport au camp de Mailly ; instruction.
- 29 novembre – 20 décembre : mouvement vers Revigny ; repos.
- 20 décembre 1916 – 18 janvier 1917 : transport à Verdun et occupation d’un secteur vers la ferme des Chambrettes et Bezonvaux.

#### 1917
- 18 janvier – 5 février : retrait du front. Transport par V.F. dans la région de Saint-Dizier, puis dans celle de Liancourt ; repos vers Méru.
- 5 – 22 février : mouvement vers le front et occupation d'un secteur vers Chilly et Chaulnes.
- 22 février – 12 mars : retrait du front (relevé par l'armée britannique). Mouvement vers Chaussoy-Epagny, puis, à partir du 25 février, vers Méru ; repos.
- 12 – 21 mars : mouvement vers le front et occupation d'un secteur au bois des Loges. À partir du 15 mars, retrait du front, puis progression en 2e ligne (Repli allemand).
- 21 mars – 7 mai : retrait du front ; repos vers Saint-Just-en-Chaussée. À partir du 24 mars, mouvement, par étapes entrecoupées de repos, vers la vallée de l'Ourcq, puis vers celle de l'Aisne. Tenue prête, dans la région de Fismes, à intervenir dans l'offensive du 16 avril (non engagée) ; repos.
- 7 – 30 mai : occupation d'un secteur vers Chevreux et le moulin de Vauclerc. Fortes attaques allemandes, particulièrement le 8 mai (bataille du Chemin des Dames).

26 mai : réduction du front, à droite, jusqu'au nord de Craonne.
- 30 mai – 13 juin : retrait du front. Repos au nord de Fismes, puis à Fère-en-Tardenois.
- 13 juin – 7 juillet : occupation d'un secteur vers le nord de Craonne et le plateau des Casemates, étendu à droite, le 16 juin, jusque vers Chevreux.

3 juillet : attaque locale allemande.
- 7 juillet – 13 août : retrait du front et repos vers Fismes. À partir du 17, transport par V.F., dans la région de Chelles ; repos et instruction.
- 13 août – 20 octobre : mouvement par étapes vers Chavigny, et, à partir du 20 août, occupation d’un secteur vers la ferme Mennejean et le sud de Vauxaillon. Préparation de l'offensive de la Malmaison.
- 20 octobre – 7 novembre : retrait du front, tenue prête à intervenir dans la Bataille de la Malmaison (non engagée). Repos vers Soissons.
- 7 – 19 novembre : occupation d'un secteur vers le bois de Mortie et Quincy-Basse.
- 19 novembre – 17 décembre : retrait du front et transport par camions dans la région de Villers-Cotterêts.

20 novembre : transport par camions à l'est de Noyon, en vue de l'exploitation éventuelle de l'offensive britannique sur Cambrai ; puis, le 1er décembre, mouvement vers Vaux-en-Vermandois et travaux de 2e position à l'ouest de Saint-Quentin.
- 17 décembre 1917 – 6 janvier 1918 : mouvement par étapes vers la région de Lassigny ; repos et instruction.

#### 1918
- 6 – 28 janvier : mouvement vers Guiscard ; puis, à partir du 7 janvier, occupation d'un secteur vers Moy et Urvillers, à la limite du front britannique.
- 28 janvier – 5 février : relève par des éléments britanniques ; repos vers Ercheu.
- 5 février – 22 avril : transport par V.F., à Bruyères ; travaux à Ban-de-Sapt, puis, à partir du 1er mars, en Haute-Alsace, vers Suarce. À partir du 30 mars, transport par V.F. dans la région d'Écouen ; mouvement par étapes vers les Flandres, par Luzarches, Amblainville, Chaumont-en-Vexin, Grandvilliers, Ailly-sur-Somme et Sus-Saint-Léger. Repos au nord-ouest de Poperinghe.
- 22 avril – 1er mai : engagée, vers Locre, dans la bataille de la Lys.

23, 25 et 29 avril : combats violents, elle doit tenir le Mont Kemmel, elle doit se retirer le 24 avril. Puis, stabilisation du front vers Dranoutre et l'est de Locre.
- 1er – 27 mai : retrait du front ; repos vers Dunkerque. À partir du 6 mai, transport par V.F. vers Damery ; repos.
- 27 - 31 mai : transport par camions vers Jonchery-sur-Vesle, en soutien d'éléments britanniques. À partir du 28 mai, engagée par éléments, vers Ville-en-Tardenois, dans la 3eBataille de l'Aisne. Combats en retraite dans la vallée de l'Ardre.
- 31 mai – 25 juin : retrait du front ; éléments maintenus en 1re ligne jusqu'au 11 juin. À partir du 12 juin, transport par V.F. dans la région de Pagny-sur-Meuse ; instruction d’éléments américains.
- 25 juin – 18 juillet : mouvement vers la Woëvre ; à partir du 26 juin, occupation d’un secteur entre Regnéville-en-Haye et l’étang de Vargévaux.
- 18 juillet – 16 septembre : retrait du front et mouvement vers Dombasle. À partir du 23 juillet, occupation d’un secteur entre Sânon et Bezange-la-Grande.
- 16 - 26 septembre : retrait du front ; transport par V.F. dans la région de Romilly-sur-Seine ; repos. Puis mouvement vers le front.
- 26 septembre – 22 octobre : engagée dans la Bataille de Somme-Py (Bataille de Champagne et d'Argonne) et son exploitation. Progression vers l'Epine de Vedegrange.

27 - 30 septembre : enlèvement des positions allemandes de la rive gauche de la Py, au sud de Saint-Souplet.
6 - 7 octobre : franchissement de l'Arnes à Hauviné. Puis poursuite jusqu’au sud-est de Rethel, vers Thugny et Ambly-Fleury.
- 22 octobre – 2 novembre : retrait du front ; mouvement vers Athis, Juvigny et Tours-sur-Marne ; repos. Puis transport par V.F. en Haute-Alsace.
- 2 – 11 novembre : occupation d’un secteur vers Burnhaupt-le-Bas et Fulleren.

### Rattachements
Affectation organique: 14e CA, d’avril 1915 à novembre 1918
- 2e armée

14 avril - 1er août 1915
4 avril - 15 août 1916
1er décembre 1916 - 22 janvier 1917
- 3e armée

23 janvier - 28 mars 1917
20 novembre 1917 - 17 janvier 1918
- 4e armée

2 - 13 avril 1915
16 août - 30 novembre 1916
6 - 26 mai 1918
18 septembre - 24 octobre 1918
- 5e armée

30 mars - 9 avril 1918
29 mai - 11 juin 1918
25 - 29 octobre 1918
- 6e armée

2 août - 21 septembre 1915
13 août - 19 novembre 1917
18 janvier - 4 février 1918
27 - 28 mai 1918
- 7e armée

3 décembre 1915 - 3 avril 1916
5 février - 29 mars 1918
30 octobre - 11 novembre 1918
- 8e armée

12 juin - 17 septembre 1918
- 10e armée

22 septembre - 2 décembre 1915
29 mars - 12 août 1917
10 - 18 avril 1918